# Momitani Masahiro
Masahiro Momitani (sinh ngày 2 tháng 6 năm 1981) là một cầu thủ bóng đá người Nhật Bản.

## Sự nghiệp câu lạc bộ
Masahiro Momitani đã từng chơi cho Cerezo Osaka, Thespa Kusatsu và AC Nagano Parceiro.